# Un billet de loterie
Un billet de loterie est un roman d'amour de Jules Verne, publié en 1886. L'action se passe en Norvège, dans le comté de Telemark.  

## Historique
Le roman paraît d'abord en feuilleton dans le Magasin d'éducation et de récréation du 1er janvier au 1er novembre, puis est publié en volume dès le 11 novembre de la même année chez Hetzel. 

## Résumé
Le fiancé de Hulda Hansen est porté disparu. Il était à bord d'un bateau de pêche qui a fait naufrage au large de Terre-Neuve. La seule trace qui reste de lui est un billet de loterie qu'il avait glissé dans une bouteille jetée à l'eau au moment du naufrage. La loterie ne sera tirée que quelques mois plus tard.
Hulda et son frère sauvent le député Sylvius Hog d'une noyade dans la rivière Rjukan (chapitre VIII).
La mère de Hulda a d'énormes dettes auprès du très antipathique Sandgoïst. Le billet de loterie prend une énorme valeur financière, car l'histoire rocambolesque qui lui est associée a fait la une des journaux et des collectionneurs fortunés veulent l'acquérir. La fiancée est partagée entre le désir de garder la dernière trace de son bien-aimé et le désir d'aider sa mère. Déchirée, elle est obligée de vendre le billet de loterie.
Lors du tirage de la loterie, tout prend une fin heureuse : le député reconnaissant avait retrouvé le fiancé convalescent et avait racheté le billet de loterie, qui bien évidemment s'avère gagnant. Le méchant Sandgoïst est furieux de ne rien avoir gagné alors que tant d'argent était à sa portée.

## Personnages
- Dame Hansen, aubergiste au hameau de Dal, 50 ans, peu communicative.
- Hulda Hansen, fille de Dame Hansen, 18 ans, fiancée à Ole Kamp.
- Joël Hansen, fils de Dame Hansen, 25 ans, guide dans le bailliage du Telemark.
- Ole Kamp, 23 ans, marin, cousin des Hansen.
- Sylvius Hog, 60 ans, professeur de législation à Christiania.
- Sandgoïst, plus de 60 ans, usurier et prêteur sur gages, venu de Drammen.
- Helmboë, fermier de Bamble.
- Siegfrid Helmboë, 18 ans, fille du fermier, fiancée à Joël Hansen.
- Help junior, 60 ans, armateur de Bergen, un des dirigeants de la maison « Help Frères ».
- Andresen, pasteur de Dal.
- Lengling, contremaître de la scierie à Dal.
- Benett, commerçant à Christiana.
- Harald Hansen, mari de Dame Hansen, décédé dix-huit mois avant l'histoire.
- Mosselman, commandant du Christian.
- Le jeune gars, qui fait le métier de skydskarl, apportant un message de Joël.

## Navires
- Le Telegraf, aviso.
- Le Viken[3], navire disparu en mer, à bord duquel se trouvait Ole Kamp.
- Le Christian, brick-goélette, ayant recueilli un message du Viken.

## Sources du roman
La première source est évidemment le voyage que Jules Verne fit en 1861 en Scandinavie avec Aristide Hignard et Émile Lorois et les notes qu'il établit durant son séjour. Mais c'est surtout la parution de l'essai de Jules Leclercq Voyage dans le Nord de l'Europe, vingt-deux ans plus tard, qui ranime les souvenirs de Verne. Dès lors, il entreprend la rédaction du roman. D'ailleurs, Leclercq, durant son voyage en 1871, relève dans le livre d'or de l'auberge de Dal cette amusante réflexion de l'écrivain « Jules Verne déplore une faute d'orthographe commise par un de ses compatriotes dont le nom figure au-dessus du sien et il écrit : "C'est fâcheux pour l'honneur de la France". » Jules Verne reprend sa remarque dans le roman.

En commençant à rédiger Un billet de loterie en 1885, Verne consulte à nouveau ses fiches et relit deux récits de voyage dans les pays nordiques qui parurent dans l'hebdomadaire Le Tour du monde,sous le même titre : Voyage dans les États scandinaves, le premier de Paul Riant, le second de M. de Saint-Blaise. D'ailleurs, il signale à son éditeur les illustrations des articles pour que George Roux s'en inspire : « Pour "Le numéro 9672", on trouvera tout ce qui concerne le Rjufankos, les paysages norvégiens et les costumes, dans "Le Tour du monde", 1860, 2e semestre, "États scandinaves" et 1861, 1er semestre, et 1862, 2e semestre. »
Pour les personnages, Verne s'inspire de Riant, qui parle d'Ole Torgensen et de sa fille, la charmante Aasta, d'où découle la Hulda du roman. Il en tire également la légende du Maristien (passe de Marie), qui semble lui tenir à cœur. Chez M. de Saint-Blaise, il découvre un brave homme, nommé Sandgoist, qui donne à chacun de nous de la paille fraîche et un drap de lit. Verne transforme le personnage en « méchant », en ajoutant un tréma sur son nom, pour que celui-ci rime avec égoïste.

## Version anglophone
Ticket No. "9672" est le titre sous lequel ce roman a été édité dans les pays anglophones.